# 尤爾加
尤爾加（Юрга́）是俄羅斯克麥羅沃州的一個城市。2025年時人口為77,092人，2010年時人口為81,533人。
尤爾加於1886年開埠，1942年獲得市級鎮地位，1949年正式建市。
55°43′23″N 84°53′10″E / 55.72306°N 84.88611°E
1. ↑  rosstat2025